# Cermak-Chinatown (métro de Chicago)
Ne doit pas être confondu avec Cermak-McCormick Place (métro de Chicago).
Cermak-Chinatown est une station de la ligne rouge du métro de Chicago. Il s'agit de la première station après le State Street Subway en direction du sud. Elle dessert le quartier chinois de Chicago.

## Description
La conception de Cermak-Chinatown est identique aux neuf autres stations de la Dan Ryan Branch qui ont été réalisées par Skidmore, Owings & Merrill sauf que vus qu’elle est adjacente au quartier chinois de Chicago, elle contient de nombreux éléments de la culture chinoise dans son architecture, notamment avec l'emblématique Pui Tak Center.
La station dispose de deux peintures murales tuile avec "Welcome to Chinatown" écrit aussi en chinois. Les passagers qui utilisent l'escalier ou l'escalator, sont accueillis par un couple de statues de lion, appelé "chiens foo", censés protéger contre les mauvais esprits, à l'entrée. Les poubelles sur le quai sont peintes en rouge et vert, les couleurs chinoises pour la prospérité et la longévité, avec Bienvenue écrit en chinois sur le côté. 
Les clients sortant de la gare peuvent également voir des masques chinois de personnages de l'opéra chinois et de productions théâtrales accrochés aux murs. 
Cermak/Chinatown est ouverte 24h/24 et 7j/7, 1 353 217 passagers l'ont utilisée en 2008. 
Des travaux de rénovations visant entre autres la mise en conformité avec le programme ADA pour la rendre accessible aux personnes à mobilité réduite ont commencé en septembre 2010 et doivent se sont terminés en avril 2011.

## Les correspondances avec lebus
Avec les bus de la Chicago Transit Authority :
- #21 Cermak
- #24 Wentworth
- #62 Archer

## Desserte
| Nord/Ouest            |  |             |  | Sud/Est                     |
| --------------------- |  | ----------- |  | --------------------------- |
| Roosevelt vers Howard |  | ligne rouge |  | Sox–35th vers 95th/Dan Ryan |
| modifier sur Wikidata |  |             |  |                             |